# Klaxons
Klaxons – angielska grupa muzyczna grająca new rave (połączenie muzyki elektronicznej i rocka), założona w 2005 roku w Londynie.
Ich debiutancki singel Gravity's Rainbow, został wydany w kwietniu 2006 roku przez Angular Records. Wydano tylko 500 kopii na winylach osobiście podpisanych przez członków zespołu. Ich kolejny singel Atlantis to Interzone został ogłoszony przez brytyjskie MTV2 za najlepszy singel roku 2006.
Obecnie zespół związany jest z wytwórnią  Polydor Records, ich pierwszym singlem w Polydor Records był Magick wydany 30 października 2006 roku.
Ich debiutancki album Myths of the Near Future został wydany 29 stycznia 2007 roku. Otrzymał on prestiżową brytyjską nagrodę Mercury Prize.
W Polsce pojawiali się trzykrotnie: 4 października 2008 roku zespół wystąpił w Łodzi podczas Pepsi Vena Festival, 2 lipca 2010 roku na Open’er Festival w Gdyni oraz 4 czerwca wystąpili na Burn Selector Festiwal na krakowskich Błoniach.

## Członkowie zespołu
- Jamie Reynolds – gitara basowa, wokale
- James Righton – syntezatory, wokale
- Simon Taylor – gitara
- Steffan Halperin – perkusja

## Dyskografia
Albumy
- Myths of the Near Future (Polydor, 29 stycznia 2007)
- Surfing The Void (Polydor, 23 sierpnia 2010)
- Love Frequency (Akashic Rekords, 16 czerwca 2014)

EP
- Xan Valleys (Polydor, 16 października 2006)
- Landmarks Of Lunacy (Polydor, 22 grudnia 2010)

Single
- Gravity's Rainbow / The Bouncer (2006) (cover „The Bouncer”, autorstwa Kicks Like a Mule)
- Atlantis To Interzone (2006)
- Magick (2006)
- Golden Skans (2007)
- Gravity's Rainbow (2007)
- It's Not Over Yet (cover „Not Over Yet”, autorstwa Roba Daviesa, Paula Oakenfolda, Michaela Wyzgowskiego)
- As Above, So Below
- Echoes (2010)
- Twin Flames (2010)
- There Is No Other Time (2014)
- Show Me a Miracle (2014)